# Bășică
Bășica este un mic buzunar de lichid corporal (limfă, ser, plasmă, sânge sau puroi) în straturile superioare ale pielii, de obicei cauzat de frecare forțată (frecare), arsură, îngheț, expunere chimică sau infecție. Majoritatea bășicilor sunt umplute cu un lichid limpede, fie ser, fie plasmă. Cu toate acestea, veziculele pot fi umplute cu sânge (cunoscut sub numele de „bășică cu sânge”) sau cu puroi (de exemplu, dacă se infectează).